# Stigmaphyllon jatrophifolium
Stigmaphyllon jatrophifolium là một loài thực vật có hoa trong họ Malpighiaceae. Loài này được A. Juss. miêu tả khoa học đầu tiên năm 1833.